# Titularbistum Wigry
Wigry ist ein Titularbistum der römisch-katholischen Kirche.
Es geht zurück auf das am 25. März 1798 von Papst Pius VI. errichtete Bistum Wigry, das mit päpstlichem Dekret vom 30. Juni 1818 in Sejny/Augustów umbenannt wurde. Am 28. Oktober 1925 wurde es auf Grund des am 18. März 1921 geschlossenen Staatsvertrags mit der Sowjetunion (Friedensvertrag von Riga) aufgelöst und in das neuerrichtete Bistum Łomża eingegliedert. Im November 2014 wurde es als Titularsitz wiedererrichtet und am 13. Dezember 2014 erstmals vergeben.
| Titularbischöfe von Wigry |               |                                  |                   |     |
| Nr.                       | Name          | Amt                              | von               | bis |
| 1                         | Marek Szkudło | Weihbischof in Kattowitz (Polen) | 13. Dezember 2014 |     |